# Christoffer Parsberg (1632-1671)
Christoffer Parsberg (17. december 1732–24. august 1671) var en dansk adelsmand, godsejer og statsmand. Han tilhørte adelsslægten Parsberg og var søn af Oluf Parsberg.

## Biografi
Christoffer Parsberg blev født den 17. december 1632 som søn af Oluf Parsberg. Efter i 1647 at have besøgt Sorø Akademi foretog han fra 1648 til 1653 en lang udlandsrejse, på hvilken han blandt studerede ved Universitetet i Strasburg. Umiddelbart efter sin hjemkomst blev han 1653 hofjunker, indviet til denne gerning ved sin faders mærkelige leveregler. En kort tid var han derpå resident i London, blev senere kammerjunker i 1658 og fik under Københavns belejring 1658–1660 forskellige hverv med hensyn til mønstringen af garnisonen. I september 1659 sendtes han som gesandt til fredskongressen i Oliwa, men det lykkedes ham ikke at nå det ham overdragne mål, udsættelsen af fredens afslutning mellem Sverige og Brandenburg, indtil underhandlingerne uden for København mellem Danmark og Sverige havde ført til et resultat.
Efter at Freden i Oliwa var undertegnet i april 1660, vendte han hjem, og snart efter begyndte for alvor hans opnåelse af værdigheder og indflydelse. På dagen for Arvehyldningen, den 18. oktober 1660, udnævntes han til hofmester for tronfølgeren, Prins Christian, og fulgte denne fra maj 1662 til august 1663 på
hans rejse over Nederlandene til England og Frankrig og tilbage gennem Tyskland. I 1662 havde han fået Lister Amt i Norge, hvilket han beholdt, indtil han i 1664 blev amtmand over Vordingborg Amt; året efter fik han Jungshoved Len udlagt som ejendom, til dels for tilgodehavende løn, til dels af særlig kongelig nåde.
I den følgende tid mente rygtet gentagne gange, at han, hvis politiske sympatier sagdes at gå i retning af tilslutning til Frankrig, skulde gå som gesandt til udlandet; det blev dog ikke tilfældet; derimod blev han i 1666 medlem af den da nedsatte lovkommission, i hvilken egenskab han udarbejdede et udkast til en lovbog, og i juli 1667 aflagde han ed som gehejmeråd, medlem af Statskollegiet og Højesteret; hans bestalling udfærdigedes dog først i februar 1669.
I 1667 var han bleven Ridder. I 1668 blev han vicekansler i Danske Kancelli og i april 1670 medlem af det nyoprettede Gehejmekonseillet. Hertil sluttede sig endelig 25. maj 1671 hans udnævnelse til Greve, og således var den 38-årige mand, der sikkert har været i besiddelse af betydelig smidighed og talent til at gøre sig afholdt ved hoffet, men hvis øvrige egenskaber så godt som ikke kendes, nået op til ærens højeste tinde. Men i flere år havde han allerede været svagelig, og han døde den 24. august 1671; hans ligbegængelse foregik med stor pragt i København.

## Familie
Den 29. september 1669 havde han ægtet Birgitte Skeel, datter af rigsråd Christen Albertsen Skeel og enke efter den skånske adelsmand Christian Barnekow (1626-1666). Ved dette giftermål fik han Gammel Køgegaard; Jungshovedgaard mageskiftede han i 1671 til Prins Jørgen mod Torbenfeld. Efter hans død giftede hun sig for tredje gang med gehejmeråd Knud Thott.